# Поценго (Алесандрија)
Поценго је насеље у Италији у округу Алесандрија, региону Пијемонт.
Према процени из 2011. у насељу је живело 234 становника. Насеље се налази на надморској висини од 257 м.